# Tartagal (Chaco)
Tartagal es una localidad argentina situada en el extremo norte de la Provincia del Chaco, en el departamento General Güemes. Depende administrativamente del municipio de El Sauzalito, de cuyo centro urbano dista unos 85 km. Se encuentra sobre la margen derecha del río Teuco.

## Infraestructura
Cuenta con un puesto de salud dependiente de El Sauzalito.

## Población
El INDEC no reconoció en los censos nacionales de 2001 y 2010 a Tartagal como un aglomerado urbano. Tartagal es uno de los principales asientos de la población wichí.

## Vías de comunicación
Su principal vía de comunicación es la Ruta Provincial 3, que la comunica al sudeste con El Sauzalito y la Ruta Nacional 11, y al noroeste con Fortín Belgrano y la Provincia de Salta.